# Квенселіт
Квенселіт (рос. квенселит; англ. quenselite; нім. Quenselit m) – мінерал, оксигідрооксид свинцю і марганцю шаруватої будови.

## Загальний опис
Хімічна формула: 
- 1. За К.Фреєм: PbMnO2OH.
- 2. За Є.Лазаренко: PbO•MnO2(OH).

Містить (%): PbO – 71,7; MnO – 22,8; H2О – 2,9; О – 2,6.
Сингонія моноклінна.
Густина 6,84.
Кристали таблитчасті сплющені.
Колір смолисто-чорний.
Риса коричнево-сіра.
Блиск металічний. Непрозорий.
Знайдений в районі Лангбана (Швеція) з кальцитом і баритом у тріщинах ґаусманіт-браунітових руд.